# 布洛瓦韋山
69°41′S 158°9′E / 69.683°S 158.150°E
布洛瓦韋山（英語：Mount Blowaway）是南極洲的山峰，位於奧次地，處於總督山西北面22公里，屬於威爾遜山的一部分，海拔高度1,320米，由新西蘭探險隊命名，現時由南極條約體系管理。